# 고케구치 다쿠야
고케구치 다쿠야(일본어: 苔口 卓也, 1985년 7월 13일 ~ )는 일본의 전 축구 선수이다.

## 구단 경력
그는 2004년부터 2019년까지 J리그의 세레소 오사카, 제프 유나이티드 지바, 카탈레 도야마에서 활동하였다.

## 국가대표팀 경력
그는 2005년 FIFA 세계 청소년 축구 선수권 대회에 참가할 일본 U-20 국가대표팀에 발탁되었으며, 2경기에 출전했다.